# Halopiger
Genre
Espèces de rang inférieur
- Halopiger aswanensis
- Halopiger xanaduensis

Halopiger est un genre d'archées halophiles de la famille des Halobacteriaceae.